# Dick Shawn

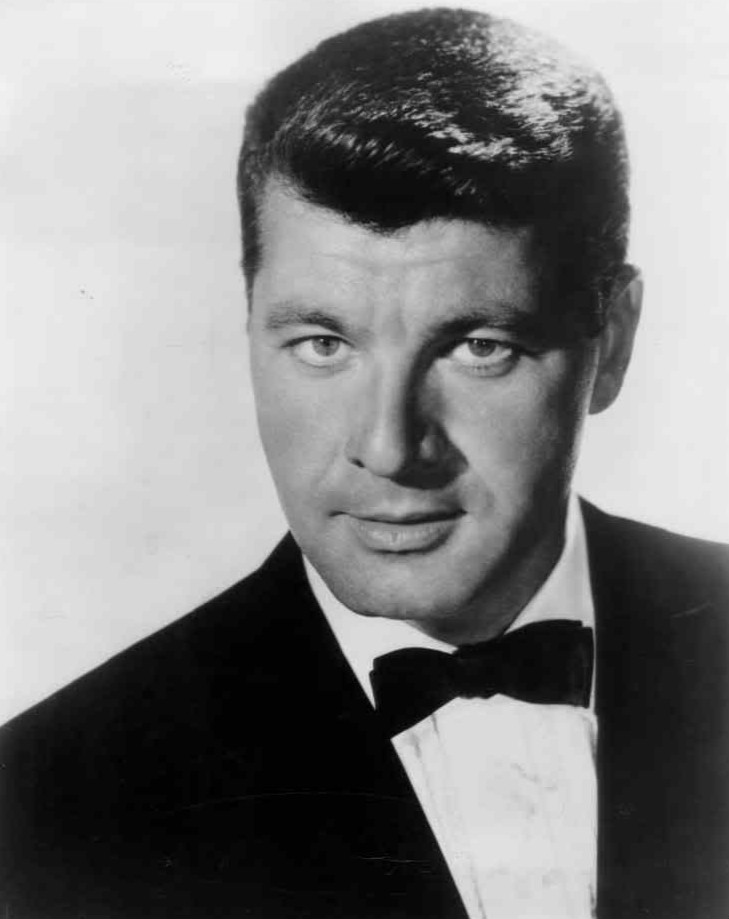
Dick Shawn, 1964

Dick Shawn (* 1. Dezember 1923 in Buffalo, New York; † 17. April 1987 in San Diego, Kalifornien) war ein US-amerikanischer Schauspieler.

## Leben
Shawn hatte 1948 seine Broadway-Premiere. Das Stück, in dem er eine Nebenrolle gab, wurde nach sieben Aufführungen abgesetzt. In der Folge arbeitete er als Stand-up-Comedian. 1954 hatte er seine ersten Fernsehauftritte und zwei Jahre später war er neben Joan Collins in einer kleinen Nebenrolle in der Komödie Das schwache Geschlecht zu sehen. 1960 erhielt er einen Filmvertrag bei 20th Century Fox und wirkte daraufhin in einer Reihe von erfolgreichen Spielfilmen mit. 1963 spielte er Sylvester Marcus in der starbesetzten Komödie Eine total, total verrückte Welt, 1966 war er Igor Valkleinokov in der Jerry-Lewis-Komödie Das Mondkalb und 1968 gab er den Hippie namens L.S.D. in Mel Brooks’ Frühling für Hitler. Zudem war er in den 1960er Jahren in zahlreichen Broadway-Produktionen zu sehen.
In den 1970er und 1980er Jahren war Shawn nur noch selten in großen Filmproduktionen zu sehen, zu den Ausnahmen zählten die von George Harrison produzierte Komödie Wasser – Der Film und der in 3D gedrehte Science-Fiction-Kurzfilm Captain EO mit Michael Jackson. Er trat jedoch als Gast in zahlreichen Fernsehserien wie Fantasy Island, Magnum und Ein Colt für alle Fälle auf.
Shawn war seit 1946 mit Rita Bachner verheiratet. Aus der Ehe gingen vier Kinder hervor. 1987 verstarb er bei einem Auftritt in San Diego auf der Bühne an einem Herzanfall.

## Filmografie (Auswahl)

### Film
- 1963: Eine total, total verrückte Welt (It's a Mad Mad Mad Mad World)
- 1966: Penelope
- 1966: Das Mondkalb (Way… Way Out)
- 1966: Was hast du denn im Krieg gemacht, Pappi? (What Did You Do in the War, Daddy?)
- 1968: Frühling für Hitler (The Producers)
- 1969: Happy End für eine Ehe (The Happy Ending)
- 1979: Liebe auf den ersten Biss (Love at First Bite)
- 1984: Angel
- 1985: B.I.E.R. (Beer)
- 1985: Wasser – Der Film (Water)
- 1986: Captain EO

### Fernsehen
- 1980: Fantasy Island
- 1983: Herzbube mit zwei Damen (Three's Company)
- 1983: Magnum
- 1984: Ein Colt für alle Fälle (The Fall Guy)
- 1986: Chefarzt Dr. Westphall (St. Elsewhere)
- 1986: Twilight Zone
- 1987: Unglaubliche Geschichten (Amazing Stories)

## Broadway
- 1948: For Heaven's Sake, Mother!
- 1962: The Egg
- 1964: A Funny Thing Happened on the Way to the Forum
- 1964–1965: Fade Out – Fade In
- 1965: Peterpat
- 1968: I'm Solomon
- 1975–1976: A Musical Jubilee

## Auszeichnungen
- 1961: Golden Laurel-Nominierung
- 1978: Drama-Desk-Award-Nominierung